# Alex Insam
Pour les articles homonymes, voir Insam.
Alex Insam est un sauteur à ski italien, né le 17 décembre 1997 à Bressanone.

## Biographie
Frère cadet d'Evelyn Insam, aussi sauteuse à ski, il est débutant au niveau international en 2013 en participant aux Championnats du monde junior. En janvier 2016, il figure sur son premier podium dans la Coupe continentale à Bischofshofen. Il fait ses débuts individuels en Coupe du monde à l'occasion de la Tournée des quatre tremplins en janvier 2017 à Innsbruck. Le mois suivant, il est vice-champion du monde junior au parc olympique de Salt Lake City. Il participe à ses premiers championnats du monde en 2017. En mars 2017, il marque ses premiers points au concours de vol à ski à Vikersund, où il est 25e. Une semaine plus tard, il est 15e à Planica.
Il prend part aux Jeux olympiques d'hiver de 2018, où il est 45e et 23e en individuel, ainsi que 11e par équipes.

## Palmarès

### Jeux olympiques
| Épreuve / Édition | Pyeongchang 2018 |
| Petit tremplin    | 45e              |
| Grand tremplin    | 23e              |
| Par équipes       | 11e              |

### Championnats du monde
| Épreuve / Édition | Épreuve / Édition | Lahti 2017 | Seefeld 2019 |
| Petit tremplin    | Petit tremplin    | 45e        | 42e          |
| Grand tremplin    | Grand tremplin    | 37e        | 41e          |
| Par équipes       | mixtes            | -          | 8e           |
| Par équipes       | grand tremplin    | -          | -            |

### Championnats du monde de vol à ski
| Épreuve / Édition | Oberstdorf 2018 | Planica 2020 | Vikersund 2022 |
| Individuel        | 27e             | 40e          | 29e            |
| Par équipes       | -               | -            | -              |

### Coupe du monde
- Meilleur classement général : 53e en 2017.
- Meilleur résultat individuel : 15e.

#### Différents classements en Coupe du monde
| Année     | Classement général final |
| 2016-2017 | 53e                      |
| 2017-2018 | 59e                      |
| 2018-2019 | 65e                      |
| 2020-2021 | 76e                      |
| 2022-2023 | 46e                      |

### Championnats du monde junior
- Soldier Hollow 2017 : 
  -  Médaille d'argent en individuel.

### Coupe continentale
- 4 podiums.

Palmarès à l'issue de la saison 2019-2020

### Championnats d'Italie
Il est champion d'Italie en 2015 en tremplin normal.